# Bert Kreuk
Bert Kreuk (Capelle aan den IJssel, 1964) is een Nederlands kunstverzamelaar. Van 1989 tot 2007 was hij eigenaar van HSS International, een bedrijf dat service-tasjes (met daarin onder meer kammetjes, handdoekjes en tandpasta) leverde aan luchtvaartmaatschappijen. Na de verkoop van de onderneming richtte hij zich op het verzamelen van moderne en hedendaagse kunst.

## Beeldende kunst
In de jaren negentig is Kreuk gestart met het verzamelen van kunstwerken uit de romantische schilderstroming. Hij kocht onder meer werkstukken van Barend Cornelis Koekkoek, Cornelis Springer en Andreas Schelfhout. Daaropvolgend ging zijn belangstelling uit naar impressionistische en modernistische kunstwerken. Tegenwoordig verzamelt hij vooral hedendaagse conceptuele kunst. Kreuk bezit werken van onder meer Pablo Picasso, Matias Faldbakken, Claude Monet, Damien Hirst, Willem de Kooning, Piet Mondriaan, Luc Tuymans en Matthew Day Jackson.
In 2013 kreeg Kreuk de uitnodiging om uit zijn privécollectie een tentoonstelling samen te stellen voor het Gemeentemuseum Den Haag. Voor een van de museumzalen zou de Deense kunstenaar Danh Vo speciaal een ruimtevullende installatie vervaardigen. Vo besloot te participeren met een bestaand kunstwerk, dat het formaat van een verhuisdoos had. Kreuk spande een rechtszaak aan tegen Vo, en in juni 2015 bepaalde de rechtbank dat Vo binnen één jaar een ruimtevullend kunstwerk moest maken dat 'al bij de eerste aanblik indrukwekkend zou moeten zijn'. Als reactie opperde Vo een muurschildering te realiseren met de tekst Shove it up your ass, you faggot!. In december 2015 stelde Kreuk voor om het rechterlijke vonnis niet ten uitvoer te laten leggen. De rechtbank omschreef het aanbod als 'een vroeg kerstcadeau' voor Vo.
In juni 2016 kocht Kreuk op een veiling in Dallas de eerste Amerikaanse vlag die aan land kwam op Utah Beach tijdens D-day, de invasie (op 6 juni 1944) door westerse geallieerden in het door Duitsland bezette West-Europa. Voor de vlag werd 514.000 dollar betaald. Op 15 september 2016 werd de vlag in aanwezigheid van minister Hennis-Plasschaert (Defensie) met militair ceremonieel in Nederland verwelkomd.. Op 18 juli 2019 werd de vlag in aanwezigheid van premier Rutte overhandigd aan president Trump. De vlag werd hierna tentoongesteld in het Smithsonian Institution te Washington.
In 2017 verscheen bij Karakter Uitgevers het autobiografische boek Art Flipper. Kreuk beschrijft hierin zijn jeugd, zijn loopbaan als ondernemer en zijn ervaringen als kunstverzamelaar. De titel van het boek verwijst naar de reputatie die Kreuk binnen het internationale kunstcircuit zou hebben; die van een persoon die zich enkel omwille van handel in kunst verdiept. De lancering van het boek ging met veel media-aandacht gepaard. Als vermeende kunstspeculant zou hij 'een boekje hebben opengedaan over hebzucht, manipulatie en bedrog in de wereld van de hedendaagse kunst'.

## Schenkingen / Bruiklenen
Bert Kreuk is mecenas voor diverse musea. Sinds 2013 gaf hij verschillende kunstwerken in bruikleen of als donatie:
| Jaar        | Titel (+ jaartal)                            | Kunstenaar          | Begunstigd museum             | Soort / bron |
| ----------- | -------------------------------------------- | ------------------- | ----------------------------- | ------------ |
| 2018        | Cadaver Table (2011)                         | Matthew Day Jackson | Museum Boijmans Van Beuningen | Schenking /  |
| 2012 - 2014 | Baroque Egg with Bow (Orange/Magenta) (2013) | Jeff Koons          | Museum Boijmans Van Beuningen | Schenking /  |
| 2013        | Sky Backdrop (2013)                          | Alex Israel         | Museum Boijmans Van Beuningen | Bruikleen /  |
| 2014        | Untiteld (2012)                              | Jacob Kassay        | Gemeentemuseum Den Haag       | Schenking /  |
| 2014        | Untiteld (2012)                              | Ned Vena            | Gemeentemuseum Den Haag       | Schenking /  |
| 2014        | Curve-Vehicle (2010)                         | John Bock           | Museum Boijmans Van Beuningen | Schenking /  |
| 2015        | Installatie (2012)                           | David Adamo         | Museum Boijmans Van Beuningen | Schenking /  |
| 2015        | Terminal Velocity (2008)                     | Matthew Day Jackson | Beelden aan Zee               | Schenking /  |
| 2015        | The Tomb (2010)                              | Matthew Day Jackson | Gemeentemuseum Den Haag       | Schenking /  |
| 2015        | Two Twins (2010)                             | Kaari Upson         | Museum Boijmans Van Beuningen | Schenking /  |
| 2016        | Amerikaanse vlag D-day (6 juni 1944)         | -                   | Nationaal Militair Museum     | Bruikleen /  |
| 2019        | Amerikaanse vlag D-day (6 juni 1944)         | -                   | Smithsonian Institution       | Schenking /  |

## Publicatie
- Art Flipper, 2017, Karakter Uitgevers B.V.